# BINGO PARTY SPLASH
BINGO PARTY SPLASH（ビンゴパーティースプラッシュ）は、セガ（後のセガ・インタラクティブ）のメダルゲームであり、ビンゴゲームとして2002年に発売された。
ビンゴパーティーシリーズ4作目である。ナレーション・実況は小林克也である。

## 筐体構造
抽選機構とプレイヤーのサテライト、2つに分けられる。
抽選機構は、高さ・奥行き2メートル強、幅4メートル強の大きなカプセルの中に1から25の番号が書かれたボール、BOMBER BALL（入れば周辺の4マスが有効）、JP BALL（ボーナスゲームに突入しているプレーヤーがいる時のみ使用、入ったゲームでボーナスゲーム終了）、計27個のボールが入っておりゲームを進行する。
ボールの大きさは前作までの野球ボールのようなものではなく、ドッジボールと同じくらいの大きさとなった。
ボールは5色に色分けされており、1~5が赤色、6~10が青色、11~15が緑色、16~20が黄色、21~25がピンク色となっている。
カプセルはビッグウェーブチャンス、最初にリーチがかかったプレイヤーが左右に傾けることが出来る。傾けることで、ある程度ボールを狙うことができる。
サテライトはレイアウトに応じて5席×2列にしたりカプセルの両側に配置させるようなこともできる。

## 遊び方とルール
1. メダルを投入する、画面中央には、ビンゴカードが、左上にはボーナスゲームまでのポイント、左下にはボール抽選時以降にカードのレベル・状態が、右には配当が表示されている。
2. BETボタンを押下し、メダルを賭ける。なお工場出荷時の設定として、エントリーベット（ゲームに参加するために最低限必要な賭けメダル量）は10枚であるため、最初は1BETボタンは点灯しない。
3. ベットが締め切られるとカードを選択することができる。カードは裏返しにされていて、引いたときに初めてレベルと状態がわかる。レベル1から5まであり、基本的に数字が大きいほどビンゴ成立に有利なカードである。画面の周辺のランプの色は、カードのレベルを示している。
  1. Lv.1 水色
  2. Lv.2 緑色
  3. Lv.3 黄色
  4. Lv.4 ピンク
  5. Lv.5 赤色
4. ゲームが開始される。8球抽選される。JP BALLはカウントされない。番号が移動できる場合はビンゴが完成するか、8球目抽選直前まで動かせる。
5. 8球抽選されると、ビンゴが完成したプレイヤーは配当を得る。2列以上完成させても全て有効である。

## ボーナスゲージ
本作品では、ボーナスゲームが用意されている。ボーナスゲームとは、メダル無償で参加できる、大量メダル獲得チャンスの一つである。
ボーナスゲームは、画面左上に表示されている、1000ポイントのボーナスゲージをBET・WINで増やし、1000になると、その次のゲームでチャンスゲームに挑戦する。
チャンスゲームの内容は、指定された色に属するボールの番号でビンゴすることである。下に例を示す。
| 11 |    | 12 |
|    | 13 |    |
| 14 |    | 15 |

このように、1つの色だけでビンゴを成立させることでジャックポットボーナスに突入する。2列完成させるとスーパージャックポットボーナスに突入する。
ジャックポットボーナスは、抽選されたボールの番号×各抽選順番に対して表示された倍率の枚数をそのまま獲得できる。
スーパージャックポットボーナスは1～8球全てが抽選されたボールの番号×10倍の枚数とジャックポットボーナスと比べると高配当で獲得できる。
（BOMBER-BALLは番号「50」として計算するため、場合によっては大量の獲得チャンスが生まれる）。JP BALLが入るまで継続される（JPボールは抽選個数には参入せず、またこのゲームの終了までに抽選されたボールはボーナスゲームのメダル獲得に繋がる）。
ボーナスゲーム時は、ビッグウェーブチャンスは発生せずJP BALLが入るまでカプセルは左右自動に傾き抽選される。